# Jean-Michel Vappereau
Jean-Michel Vappereau est un psychanalyste et mathématicien français né à Saint-Cloud, en France, le 12 janvier 1948 et mort à Buenos Aires, en Argentine, le 28 juillet 2025[réf. nécessaire].

## Biographie

### Jeunesse et formation
Après une jeunesse arcachonnaise, il effectue ses études secondaires au lycée de Saint-Cloud, sa ville natale. Il traverse mai 68 à Paris alors qu'il vit dans l'une des premières communautés de squatteurs en France, rue des Caves, à Sèvres, que l'on voit dans le film L'An 01 de Jacques Doillon.

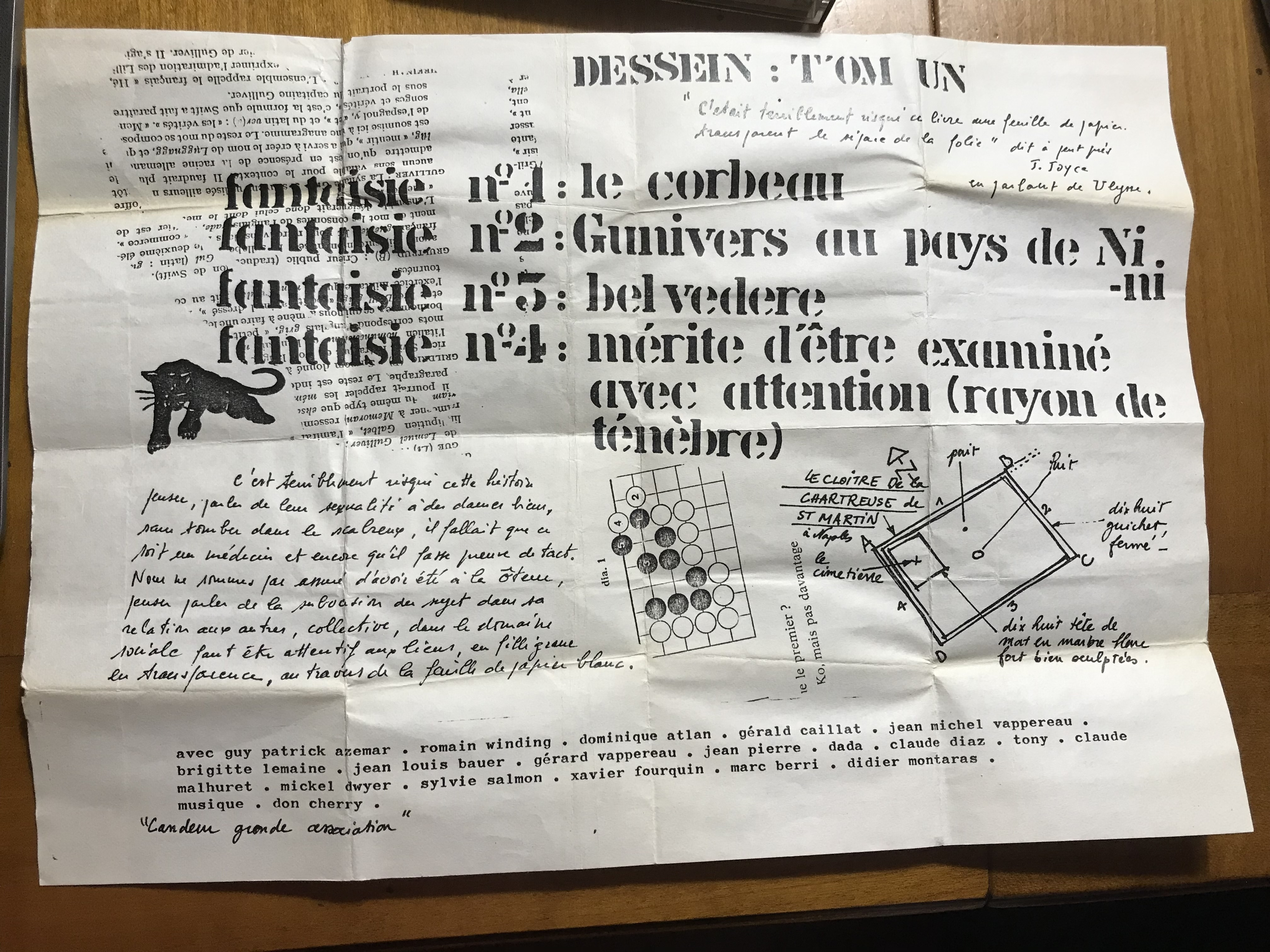
Programme de l'atelier création radiophonique 285 du 31 octobre 1976 (verso)

En 1971, Jean-Toussaint Desanti, pressé de questions par Lacan à propos des mathématiques, lui présente Jean-Michel Vappereau. À partir de cette rencontre et après une maîtrise de mathématiques à Paris 7, il se consacre à la topologie lacanienne et à la psychanalyse,. Il devient un auditeur régulier des séminaire de Lacan. En 1982, il soutient un DEA de psychanalyse à Vincennes, sous la direction de François Regnault, sur les données littérales de l'abréviation en logique et mathématiques (théorie du mathème). Après une analyse avec Jacques Lacan, il devient psychanalyste.

### Cinéma expérimental
Il participe à la réalisation de quatre films expérimentaux avec l'architecte Marc Beri sous le nom collectif de Cander Gronde, puis Bellecombe Resaerch Center, les fantaisies : Gunivers au pays de Ni-ni, Belvédère, Mérite d'être examiné avec attention (rayon de ténèbre), Nature Way to Saying High entre 1971 et 1977. Les bandes sonores sont réalisées grâce à l'atelier de création radiophonique de Radio France. La bande son de Gunivers qui documente la vie de la rue des Caves est diffusée le 31 octobre 1976.

### Psychanalyse et topologie
En tant que lecteur des Écrits de Jacques Lacan, Jean-Michel Vappereau s'attache à produire un commentaire du discours analytique, au moyen de fragments de logique, de topologie et de théorie des nœuds. Son rôle au sein de la psychanalyse lacanienne est souligné par l'historienne Élisabeth Roudinesco.

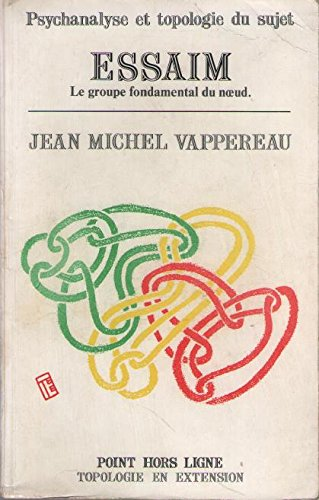
Couverture du premier fascicule de résultats de Jean-Michel Vappereau, qui rend compte de l'activité au sein de l'association TEE.

#### Lacan et les mathématiques
Jacques Lacan s'est entouré dans les années 1970 d'étudiants en mathématiques comme Pierre Soury, Jean-Claude Terrasson et Jean-Michel Vappereau, dans la perspective d'étudier la topologie au moyen du calcul et du dessin,. Il s'agissait de pratiquer une écriture mathématique non arithmétique et non algébrique classique pour l'étude de variétés de basses dimensions : les graphes (dimension 1), les surfaces (dimension 2) et les nœuds (plongés dans un espace de dimension 3). Ainsi, Jean-Michel Vappereau travaille régulièrement avec Jacques Lacan jusqu'à sa disparition en septembre 1981.

#### Topologie en extension
Jean-Michel Vappereau a enseigné, dans le cadre de l'association Topologie En Extension (TEE) qu'il a contribué à fonder, à Paris de 1982 à 2015, à la Faculté de théologie protestante de Paris, à l'Université Paris-Diderot avec le mathématicien René Guitart, à la Maison des Mines et des Ponts et Chaussées et à l'ENS Ulm, puis à Buenos Aires de 2015 à 2020 et enseigne depuis 2020 sous forme d'un cours hebdomadaire en ligne. Les auditeurs étaient des analysants, des étudiants en mathématiques ou en philosophie, comme Julien Copin, des psychanalystes, des architectes et des artistes, comme Patrice Kirchhofer ou Judith Cahen. L'association existe en Argentine depuis les années 2000 et en Russie depuis 2014.
Les sujets abordés au sein de l'association dans des cartels touchent à la topologie et la théorie des nœuds, à la psychanalyse, la logique, la linguistique et l'anthropologie. TEE propose un travail régulier sur les nœuds.

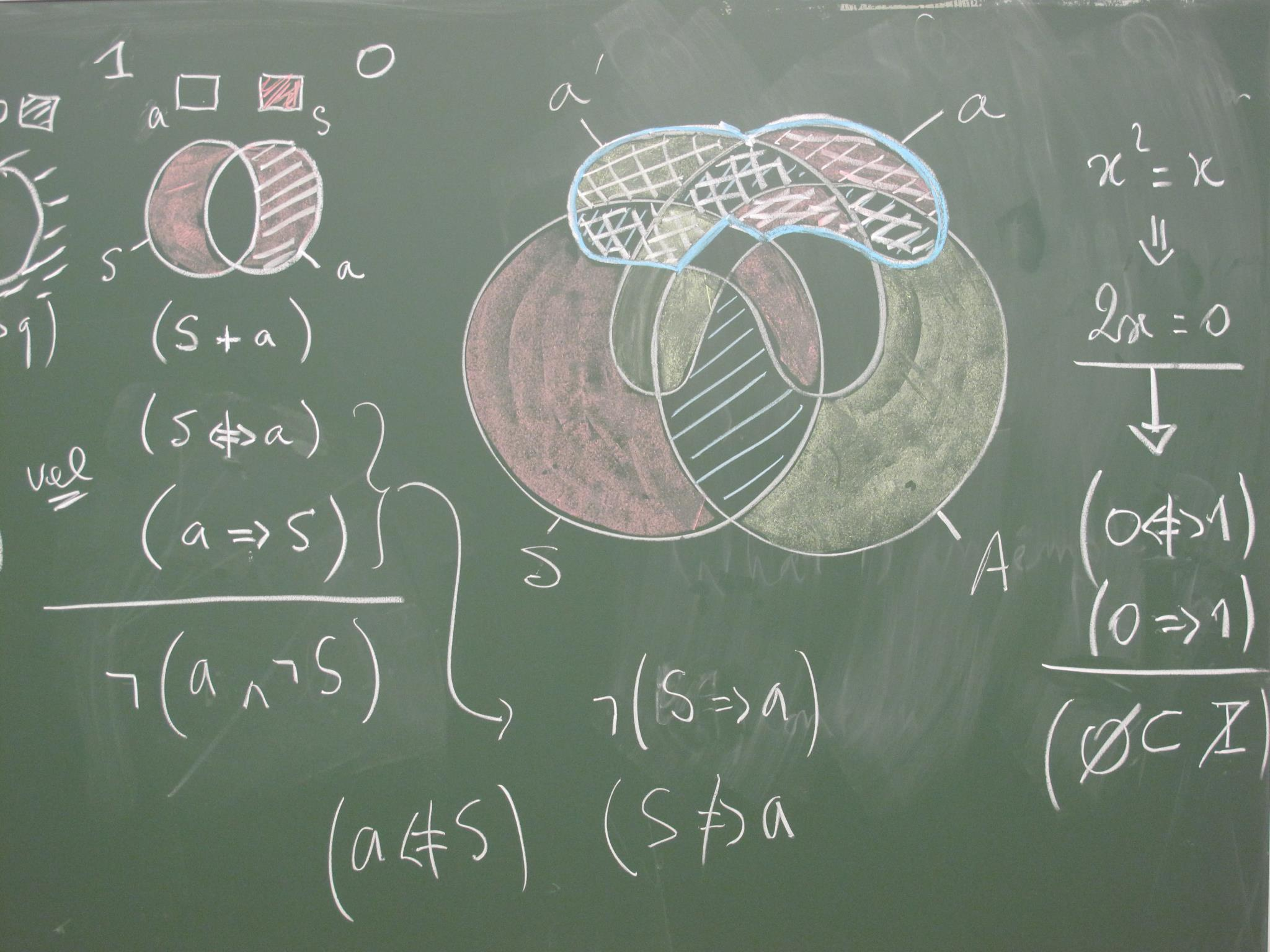
Dessins de Jean-Michel Vappereau au tableau réalisés lors d'un cours à l'École normale supérieure, rue d'Ulm à Paris, le 14 juin 2011.

#### Collection de dessins de Jacques Lacan
Jean-Michel Vappereau met en vente en juin 2006, 114 dessins et lettres de Jacques Lacan dont il est dépositaire. Le catalogue, Jacques Lacan — Œuvre graphique et manuscrits, dont Roland Dumas, avocat de Lacan, signe l'avant-propos et Jacques Roubaud la préface, intitulée "Brouillon Là Quand", est édité à 3 500 exemplaires par la maison Artcurial et permet de mettre en lumière une part méconnue de l'œuvre de Lacan,.
Certaines pièces ont à ce jour été exposées lors de la 14e biennale d'Istanbul par Carolyn Christov-Bakargiev en 2015 et au MAMCO de Genève à l'été 2023.

## Publications

### Fascicules de résultats
- Nœud : La théorie du nœud esquissée par J. Lacan, Paris, Topologie En Extension, coll. « fascicule de résultats » (no 3), 1997, 383 p. (ISBN 978-2-9503050-1-5, lire en ligne)
- Étoffe : Les surfaces topologiques intrinsèques, Paris, Topologie En Extension, coll. « fascicule de résultats » (no 2), 1988, 345 p. (ISBN 2-9503050-0-8, lire en ligne)
- Essaim : Le groupe fondamental du nœud, Paris, Point Hors Ligne et Topologie En Extension, coll. « fascicule de résultats » (no 1), 1985, 187 p. (ISBN 2-904821-10-4), rédigé en cartel avec Marc Beri, Michel Bertheux, Laurence Descubes, Patrice Kirchhofer.
- Lu : Le pliage du schéma de Freud, avec Michel Bertheux, Guy-Robert Saint-Arnaud et Nicole Sottiaux, Topologie En Extension[27], Paris, 1998.

### Autres textes et articles
- « Sa claque : Du nœud borroméen fort généralisé. Définition, fonction et champ de la généralisation », Revue Essaim, 1er novembre 2008. [lire en ligne]
- « La D.I. », dans Œuvres graphiques et manuscrits, avant-propos de Roland Dumas, introduction de Jacques Roubaud, Artcurial, 2006.
- « Une autre orientation dans les chaînes et les nœuds et la définition du nombre de nœud », Cahiers de topologie et géométrie différentielle catégoriques, 1995. [lire en ligne]
- « ( 4 = 3 ), La théorie de l'identification selon Freud », paru en feuilleton dans Bulletin de Dimensions freudiennes, no 11, 12, 13, 1993.
- « Folie et causalité psychique », Cahiers de lectures freudiennes, Lysimaque, no 23, février 1993, p. 17-21.
- « La coupure en théorie des surfaces » (surfaces topologiques intrinsèques), La lettre de topologie, travaux sur les  surfaces, 1992.
- « Graphes de lignes et quotient de graphes », La lettre de topologie, 1re série, 1991-1992.
- (de) « Von der Optik Lacans zu seiner Topologie », dans Die Erfindung der Gegenwart, Wien, Daedalus-Stroemfeld/Roterstern, 1990, p. 282-285.
- « Surmoi », Encyclopædia Universalis, vol. XXI, 1988, p. 885-889 [aperçu en ligne].
- « La voix parle d'elle-même », La voix, Actes du colloque d'Ivry du 23 janvier 1988, p. 127-135.
- « Début de la lecture des Écrits de Jacques Lacan », Cahiers de lectures freudiennes, Lysimaque, no 5,‎ octobre 1984, p. 25-44.

### Autres
- Expériences de topologie, par Stephen Barr, traduit par René Lew, Guy Trobas et Jean-Michel Vappereau, Paris, Lysimaque, 1987.
- Introduction à la topologie, par Johann Benedict Listing, édité par Jacques Lacan, traduit par Claude Léger et Michael Turnheim, préface de Michel Grun-Réhomme et Jean-Michel Vappereau, Paris, Navarin éditeur, 1989.
- La parole et la topologie : pourquoi et comment la parole implique-t-elle la topologie?, colloque des 29 et 30 janvier 2011, Université de Bruxelles, édité par Christian Centner, Marc Darmon et Christian Fierens, transcription de Christine Bonnet revue par les auteurs, avec la participation de Jean-Michel Vappereau, Fernelmont, EME, 2012.